# Rosa Parks
Rosa Louise McCauley Parks, född 4 februari 1913 i Tuskegee i Alabama, död 24 oktober 2005 i Detroit i Michigan, var en  medborgarrättskämpe. Hon var utbildad sömmerska. Parks tilldelades flera av USA:s finaste civila utmärkelser, bland annat Ellis Island Medal of Honor 1986, Frihetsmedaljen 1996 och Amerikanska kongressens guldmedalj 1999.

## Biografi

### Bakgrund
Rosa Parks barndom väckte hennes tidiga erfarenheter med rasdiskriminering och aktivism för likabehandling. Efter att Rosas föräldrar separerat flyttade hon med sin mor och syskon till sina morföräldrar, Rosa och Sylvester Edwards, i Pine Level, Alabama. Morföräldrarna var före detta slavar och starka förespråkare för likabehandling oavsett ras. Familjen bodde på Edwards gård, där Rosa skulle komma att tillbringa sina ungdomsår. Under sin uppväxt upplevde Rosa hur hennes morfar satt beredd med ett hagelgevär i huset när Ku Klux Klan-medlemmar härjade i trakten.

### Studier, arbeten och tidig aktivism
Rosas mor lärde henne att läsa i unga år. Rosa gick sedan i en segregerad skola i Pine Level, Alabama. Skolan saknade tillräckligt med skolmateriel som exempelvis skrivbord. Afroamerikanska elever tvingades att gå till skolan, medan busstransporter samt en ny skolbyggnad fanns för vita elever.
Genom resten av Rosas utbildning gick hon i flera segregerade skolor i Montgomery, inklusive stadens Industrial School for Girls (vid början av 11 års ålder). År 1929 lämnade Rosa skolan för att ta hand om både sin sjuka mormor och mor i Pine Level. Hon återvände aldrig till sina studier och fick istället anställning på en skjortfabrik i Montgomery.
År 1932 gifte Rosa, vid 19 års ålder, sig med Raymond Parks som då var frisör och aktiv medlem i "National Association for the Advancement of Colored People". Med hans stöd klarade Rosa av high school-examen 1933. Hon blev sedan aktivt involverad i civilrättsliga nyemissioner genom att ansluta sig till Montgomeryavdelningen i NAACP.

### Bussepisoden
Parks blev känd för att hon, 1955, vägrade lämna sin sittplats i en buss till en vit man, vilket busschauffören krävde att hon skulle göra. Den dåvarande lagen föreskrev att svarta skulle lämna sin sittplats för vita. Händelsen utlöste bussbojkotten i Montgomery, som brukar ses som starten för den moderna amerikanska medborgarrättsrörelsen. Under 1950-talet arbetade Parks som sekreterare och ungdomsrådgivare i NAACP, National Association for the Advancement of Colored People.

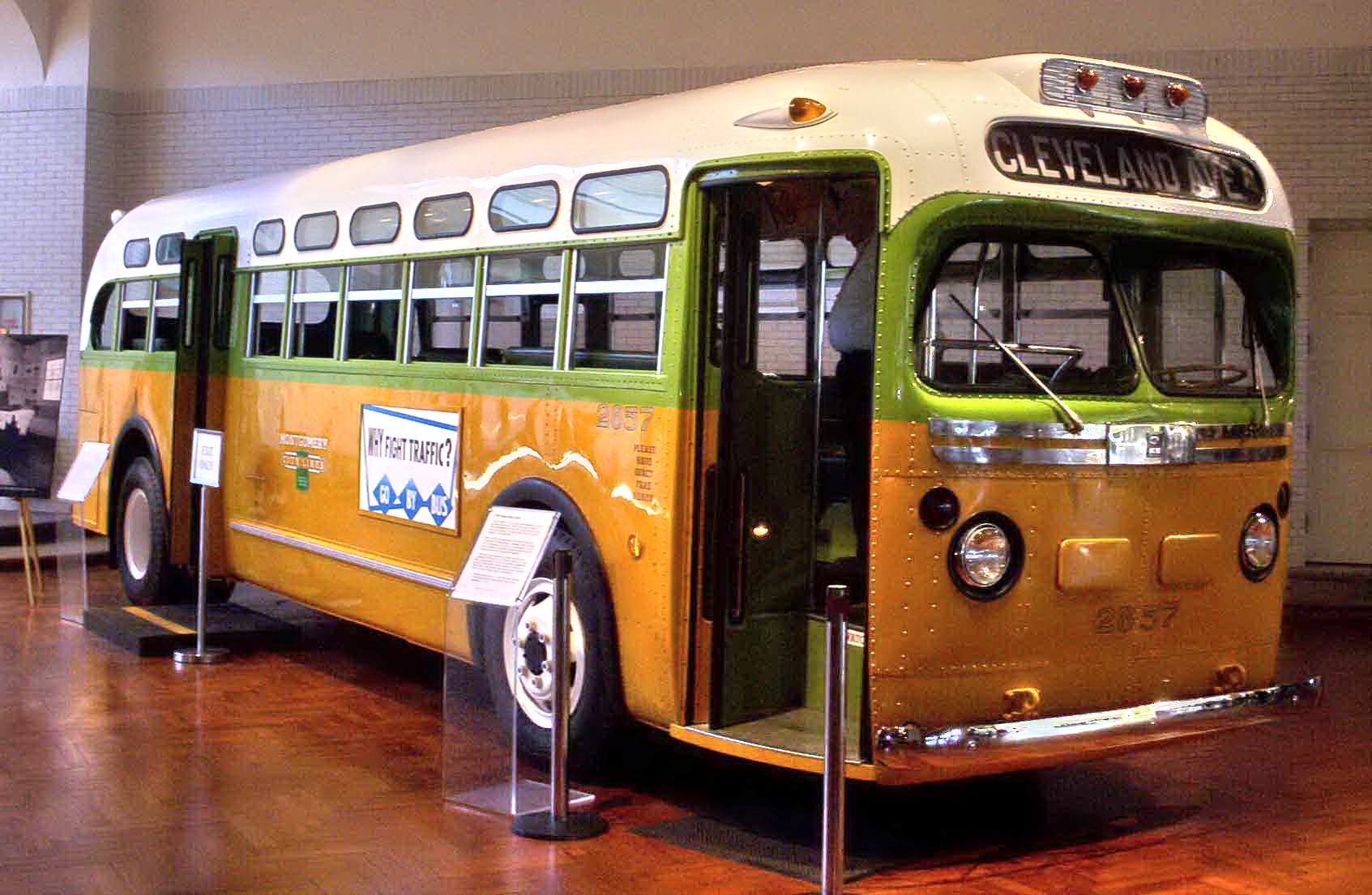
Den buss som bussepisoden utspelade sig på.

Händelsen på bussen utspelade sig i staden Montgomery i delstaten Alabama den 1 december 1955. Ombordstigningen för de svarta var en formell procedur; först löste man biljett framme hos chauffören, sedan steg man av bussen för att återigen stiga ombord genom dörren längst bak. Sittplatserna var indelade i två sektioner - en för vita passagerare och en annan för svarta. Det fanns särskilda regler som passagerarna var tvungna att åtlyda. Svarta fick inte sätta sig intill vita – inte ens om mittgången skilde dem åt. Om ingen sittplats var ledig för vita, var de svarta skyldiga att ge upp sin plats till den vites förmån. Långt fler svarta än vita åkte kollektivt, och det blev fort ont om platser för de svarta.
Den dagen när Parks satt på bussen var hennes reaktion mot bussförarens uppmaning "I'm not moving, you may arrest me if you need to", och hon greps sedan av två poliser.

### Bussepisodens efterspel
Parks protest var den enskilt mest betydelsefulla, men inte den första bussprotesten. 1953 hade två yngre kvinnor gripits i Montgomery av samma skäl. Detta föranledde dock ingen bojkott. Däremot hade en bussbojkott genomförts 1953 i Baton Rouge, Louisiana.
Rosa Parks vägran att avstå sin plats följdes av en 381 dagar lång bojkott. I sitt utslag den 21 december 1956 bekräftade USA:s högsta domstol, att det stred mot grundlagen, att segregera användare av buss eller annat kollektivtransportmedel.

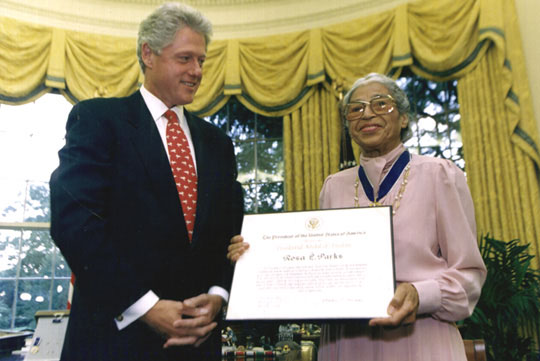
Rosa Parks och USA:s dåvarande president, Bill Clinton, år 1996 när hon mottog Frihetsmedaljen.

Protesten som Parks genomförde blev i praktiken startskottet för en medborgarrättsrörelsens kamp för avskaffandet av apartheid-reglerna i södra USA. 1964 olagligförklarade USA:s kongress slutligen rassegregation inom alla samhällssektorer.

### Senare liv
De omedelbara effekterna av bussepisoden för Parks själv blev hot och trakasserier från vita rasister. Hon tvingades därför 1957 att flytta till Detroit, där hon fortsatte arbeta för de svartas villkor i samhället. Bland annat grundade hon The Rosa and Raymond Parks Institute for Self-Development, en organisation som gav medel till olika stödprogram för svarta ungdomar.
För sin samhällsaktivism fick Parks motta flera olika utmärkelser. Dessa inkluderar USA:s främsta civila utmärkelser – Frihetsmedaljen (1996) och Kongressens guldmedalj (1999).
Rosa Parks avled 2005, i en ålder av 92 år.